# Czeska Partia Narodowo-Społeczna
Czeska Partia Narodowo-Społeczna (czes. Česká strana národně sociální, ČSNS) – czeska partia, obecnie pozaparlamentarna. Powstała w 1897 pod przywództwem Václava Klofáča przez odłączenie się od ruchu socjalistycznego. Łączyła reformistyczny socjalizm i program demokratyczny z czeskim nacjonalizmem.

## Nazwy
- Česká strana národně sociální 1897–1918
- Československá strana socialistická 1918–1926
- Československá strana národně socialistická 1926–1948
- Československá strana socialistická 1948–1989, na emigracji Československá národně socialistická strana
- Česká strana národně sociální 1989–

## Działacze
- Čestmír Adam
- Karel Baxa
- Edvard Beneš
- Prokop Drtina
- Jiří Hejda
- Jan Herben
- Milada Horáková
- Zdeněk Kessler
- Otakar Klapka
- Vladimír Klecanda
- Václav Klofáč
- Josef Knejzlík
- Josef Kotek
- Vladimír Krajina
- Luisa Landová-Štychová
- Alois Neuman
- Františka Plamínková
- David Rath
- Jiří Stříbrný
- Fráňa Zemínová
- Petr Zenkl